# Карл де ла Сабльєр
Карл де ла Сабльєр (фр. Carl de la Sablière, 26 квітня 1895 — 29 жовтня 1979) — французький яхтсмен.
Олімпійський чемпіон 1928 року в класі 8 метрів.